# Péter Juhász
Péter Juhász (Lučenec, Checoslovaquia; 3 de agosto de 1948-Budapest, Hungría; 29 de marzo de 2024) fue un futbolista húngaro nacido en Checoslovaquia que jugó en la posición de defensa.

## Carrera

### Club
| Periodo   | Club         |
| --------- | ------------ |
| 1968-1976 | Újpest FC    |
| 1976-1978 | FC Tatabánya |
| 1979-1982 | Volán FC     |
| 1982-1983 | 22. sz Volán |
| 1983-1986 | Göd FC       |
| 1986-1987 | Chinoin SC   |

### Selección nacional
Jugó para Hungría en 24 ocasiones de 1971 a 1973, ganó la medalla de plata en los Juegos Olímpicos de Múnich 1972, participó en la Eurocopa 1972 y en la clasificación de UEFA para la Copa Mundial de Fútbol de 1974.

## Logros
- NB I (7):  1969, 1970, 1970-71, 1971-72, 1972-73, 1973-74, 1974-75
- Copa de Hungría (3): 1969, 1970, 1974-75